# 宮沢明子
宮沢 明子（みやざわ めいこ、1941年（昭和16年）5月10日 - 2019年（平成31年）4月23日）は、日本のピアニスト、エッセイスト。ヨーロッパ、ニューヨーク、東京を拠点に活動し、ハイドンやモーツァルトなど古典派を中心にしたレパートリーを得意とした。長兄は法制審議会委員や日本被害者学会理事長、中央大学教授などを務めた宮沢浩一。母はピアニストの宮沢八千代。父は元富士銀行数寄屋橋支店長の宮沢義衛。

## 生涯

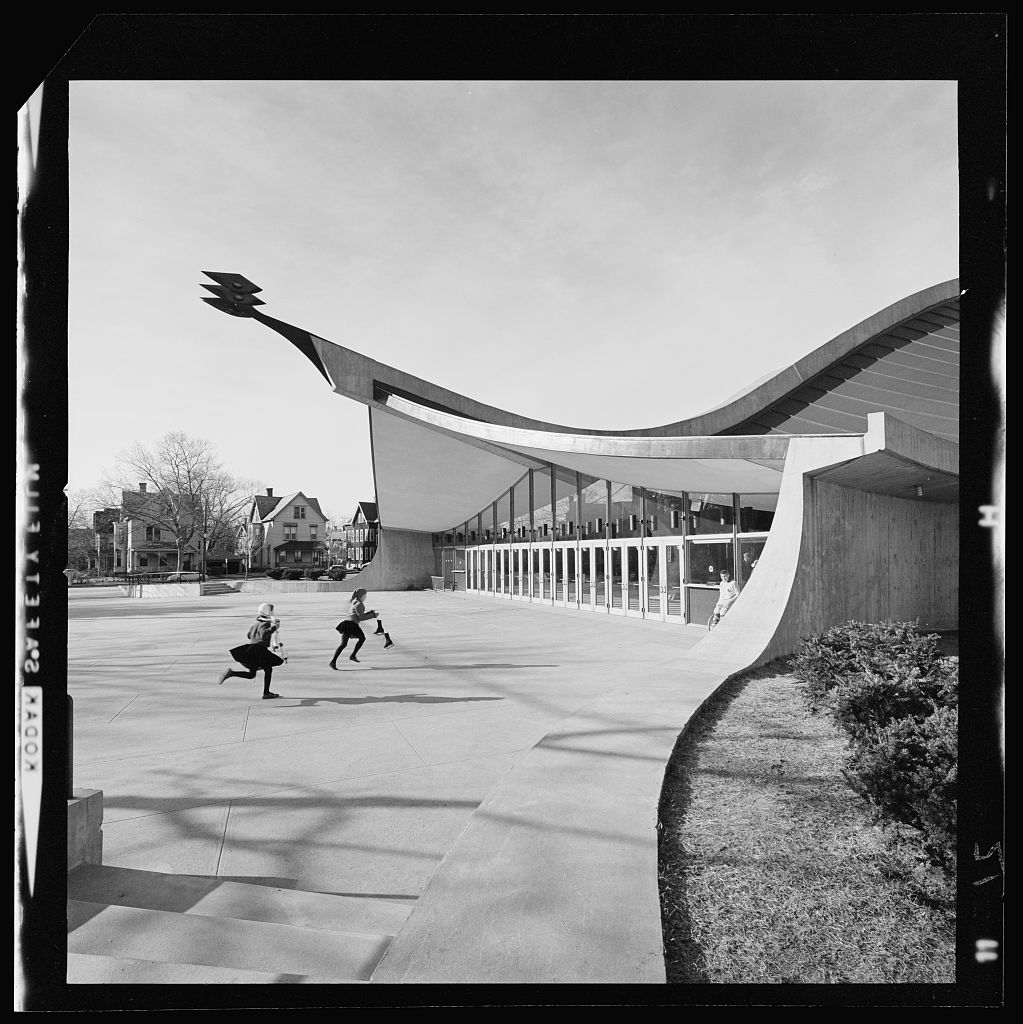
イェール大学 (1950年代後半)

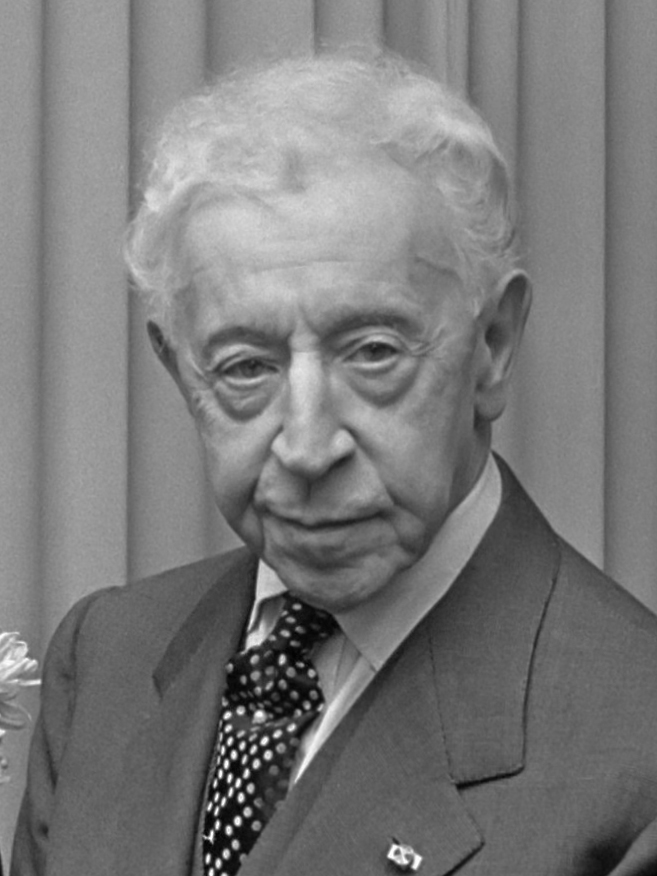
憧れのピアニストアルトゥール・ルービンシュタイン (1971年)

1941年5月10日に、神奈川県逗子市で生まれる。ピアニストだった母からピアノの手ほどきを受けたが、小学生のころは「身体が細いし、手が小さいし、とても神経質だからピアニストは無理」と周りに言われショックを受けていた。13歳の時には、両親の発案でピアノ修行のために東京へと引っ越し練習を重ねたが、高校時代3年間、連続でコンクールに挑んでも入選にとどまり、入賞は出来なかった。清泉女学院を卒業し、まだ海外留学が珍しかった時代に桐朋学園大学、イェール大学音楽部、ジュリアード音楽院などで、井口愛子、ドニース・トルコフスキーらに学んだ。なお、本来はフランス留学を目指しており、給費留学生試験を受けたが「国立系でない私立音楽学校出身」であったため「補欠」となった。その後アメリカの音楽大学に手紙を書き、「1番高い奨学金をくれた」学校に入学した。
1963年にはジュネーヴ国際コンクールで第2位となった。さらに1964年にはヴィオッティ国際音楽コンクールで金賞第1席を受賞し、アメリカのケネディ大統領の追悼演奏会に出演した。また、同年ベルギーに住まいを移し、1965年には日本デビューを飾る。その後も欧州と日本を往復しながらキャリアを積み上げ、多い時でベルギーと日本を1年に8往復していた。なお、1971年に出会ったヤマハの調律師細谷国生とは専属調律師として10数年間コンビを組み、「人柄の誠実さと温かさがピアノに伝わっている」「天才」と評したが、細谷がヤマハ勤務の身で演奏ツアーに同行するのが難しくなったため、お互いの了解のもとにコンビを解消している。
1978年にはNHK教育のテレビ番組「ピアノのおけいこ」に出演。また、1987年に発売された自動再演ピアノ「ヤマハ・ピアノプレーヤ」では、ピアニストのスタニスラフ・ブーニンらとともにフロッピーディスクに演奏が記録された。また、クラシック音楽以外の音楽家とも共演し、シャンソン歌手のイブ・デュテイユのコンサートに友情出演したりした。2000年に最初のピアノ教師である母を93歳で見送ったのち、「毎年3月と9月には必ず帰国することにした」と語り、日本での活動を再び活発に行うようになった。
2019年4月23日、居住先のベルギー・アントワープ市内の病院にて脳梗塞で77歳で死去。葬儀は近親者たちがベルギーで行なった。
「ピアニストは長いキャリアを経て人間的成長を遂げ、それをどう演奏に反映できるかで評価されるべきもの。ルービンシュタインのように、歳をとるごとに一層、華と愛を感じさせるピアニストになりたい」と語っていた。また、100歳まで現役を貫いていたピアニスト、ミエチスラフ・ホルショフスキーを尊敬し「私の神サマ」と語っていた。

## 執筆活動
1980年の1月から6月にかけて、東京新聞でコラム「放射線」を連載した。また、1988年から1989年にかけてはコラム「五線譜のつぶやき」を、1993年には「話の肖像画」を産経新聞で連載した。エッセー集に『ピアニストの休日』、産経新聞のコラムを収録した『ピアニストの自画像』がある。

## 影響
「その子どもの性格、精神の状態、果ては食事の仕方まで知らなくては本当に教えることにはならないと思う」「子どもを教えるのは本当に大変」と語り、日本においてもベルギーにおいても、基本的には個人でピアノの指導をしなかった。ただ、公開レッスンには情熱を注いでいた。また、子どもへの音楽教育に関しては「親の意思で早い時期から楽器を弾かせないで、本人がやりたいというまで徹底的に音楽を聴かせることが大切」と主張していた。指導した生徒に、作曲家・ピアニストの中村攝がいる。
「ピアニスター」のHIROSHIは、幼い頃ピアノ教室で『宮沢明子 ピアノ教室 ブルクミュラー25の練習曲』のレコードを聴いて感動し、後年スタッフとして働いていたテレビ番組に宮沢が出演した際には、レコードを持参してサインをもらった。宮沢は現物を自分で持っていなかったため、「よくぞとっといてくださったわ」と語り涙した。
また、1969年にオープンした「小劇場渋谷ジァン・ジァン(2000年閉店)」の名付け親にもなった。「フランスっぽい名前を」というリクエストに対し「ジァン」と応えたが、「もっとユニークなものを」と返されたので「お客がじゃんじゃん来るように」という意味を込めて「ジァンジァン」とした。

## 主なディスコグラフィ
- モーツァルト: ピアノソナタ全集[36]
- ハイドン: ピアノソナタ全集 - 世界初の全集だった[16]
- 中田喜直: ピアノソナタなど - 世界初の録音[37][38]
- ブルグミュラー: 25, 18の練習曲全集[39]

## 著書
- 「リヒテルの不思議」、小野光子・佐川吉男編『幻のピアニスト　リヒテル』朝日出版社、1970年9月のpp.199-211。
- 『ピアニストの休日』大和書房、1980年10月。 NCID BN02386902。
  - 『ピアニストの休日』（改訂版）ショパン、2003年3月。ISBN 9784883641635。 NCID BA6196875X。
- 吹田靖治編 編『ピアニストの自画像』大和書房、1992年12月。ISBN 9784479010685。 NCID BN08514652。

### 音楽配信
- 宮沢明子 - mora
- 宮沢明子 - YouTube Music チャンネル
- 宮沢明子 - Spotify
- 宮沢明子 - Apple Music